# Vieux-Manoir
Vieux-Manoir é uma comuna francesa na região administrativa da Normandia, no departamento de Sena Marítimo. Estende-se por uma área de 8,09 km². Em 2010 a comuna tinha 757 habitantes (densidade: 93,6 hab./km²).